# Lietuvos radijo mėgėjų draugija
Der Lietuvos radijo mėgėjų draugija (kurz LRMD, deutsch „Litauischer Amateurfunkverband“) ist der nationale Verband der Funkamateure in Litauen.
Der LRMD ist Mitglied der International Amateur Radio Union (IARU Region 1), der internationalen Vereinigung von Amateurfunkverbänden, und vertritt dort die Interessen der Funkamateure des Landes.

## Geschichte
Der LRMD ist ein gemeinnütziger öffentlicher Verein, der im Interesse der litauischen Funkamateure mit nationalen und internationalen Verbänden zusammenarbeitet. Dazu gehören unter anderem:
- die Kooperation mit den litauischen Behörden (RRT) zum Schutz des Amateurfunkspektrums
- die Förderung des Amateurfunks in Schulen, Universitäten und bei öffentlichen Veranstaltungen
- der Betrieb des litauischen QSL-Büros
- die Organisation von Ham-Fests
- Förderung von YOTA-Aktivitäten (Youngsters On The Air)

Der LRMD veranstaltet jedes Jahr mehrere Amateurfunkwettbewerbe (Contests) und vergibt dazu Amateurfunkdiplome.